# نورت استراتفیلد، نیو ساوت ولز
نورت استراتفیلد (به انگلیسی: North Strathfield) یک منطقهٔ مسکونی در استرالیا است که در نیو ساوت ولز واقع شده‌است.

## نگارخانه

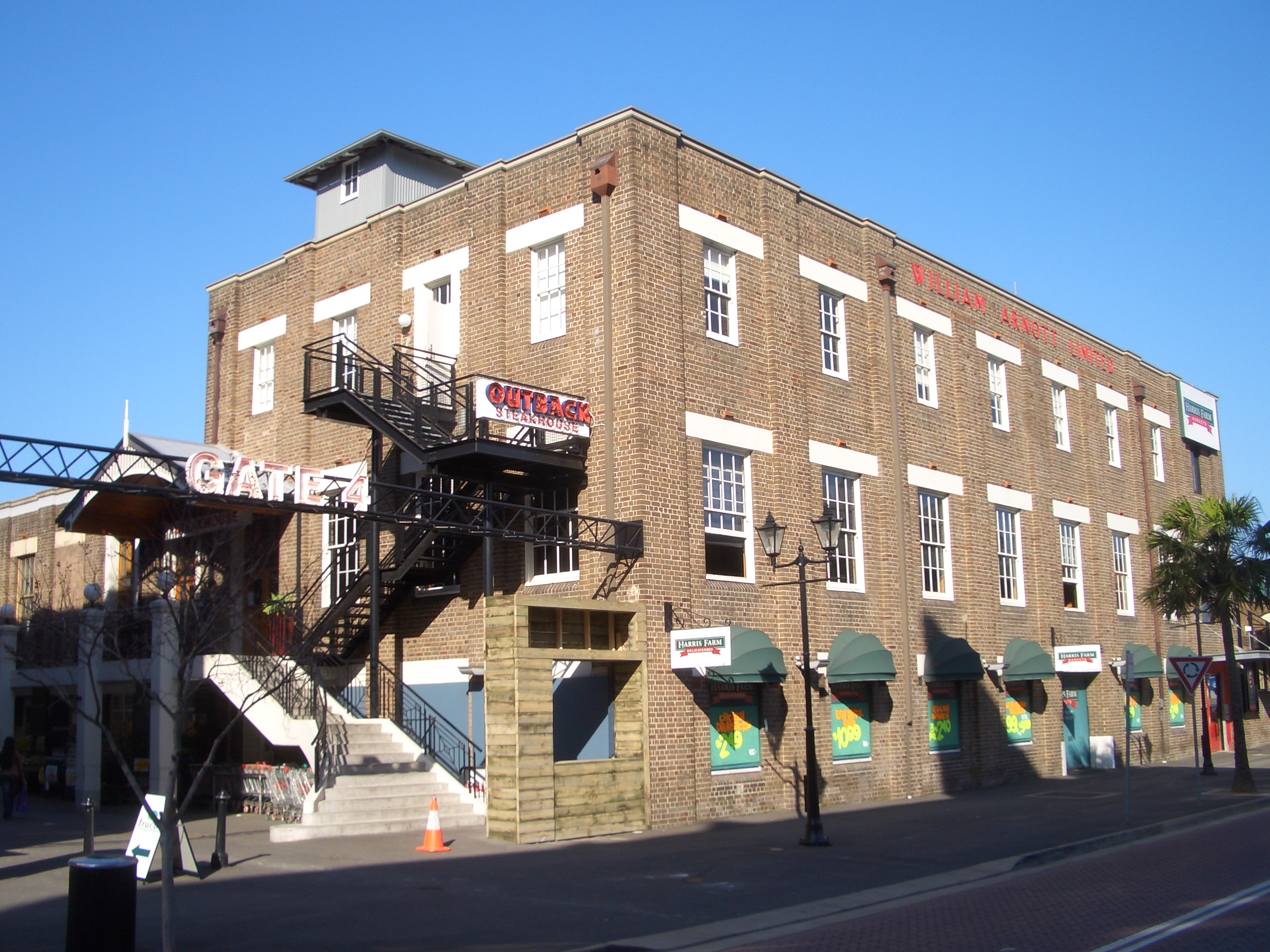
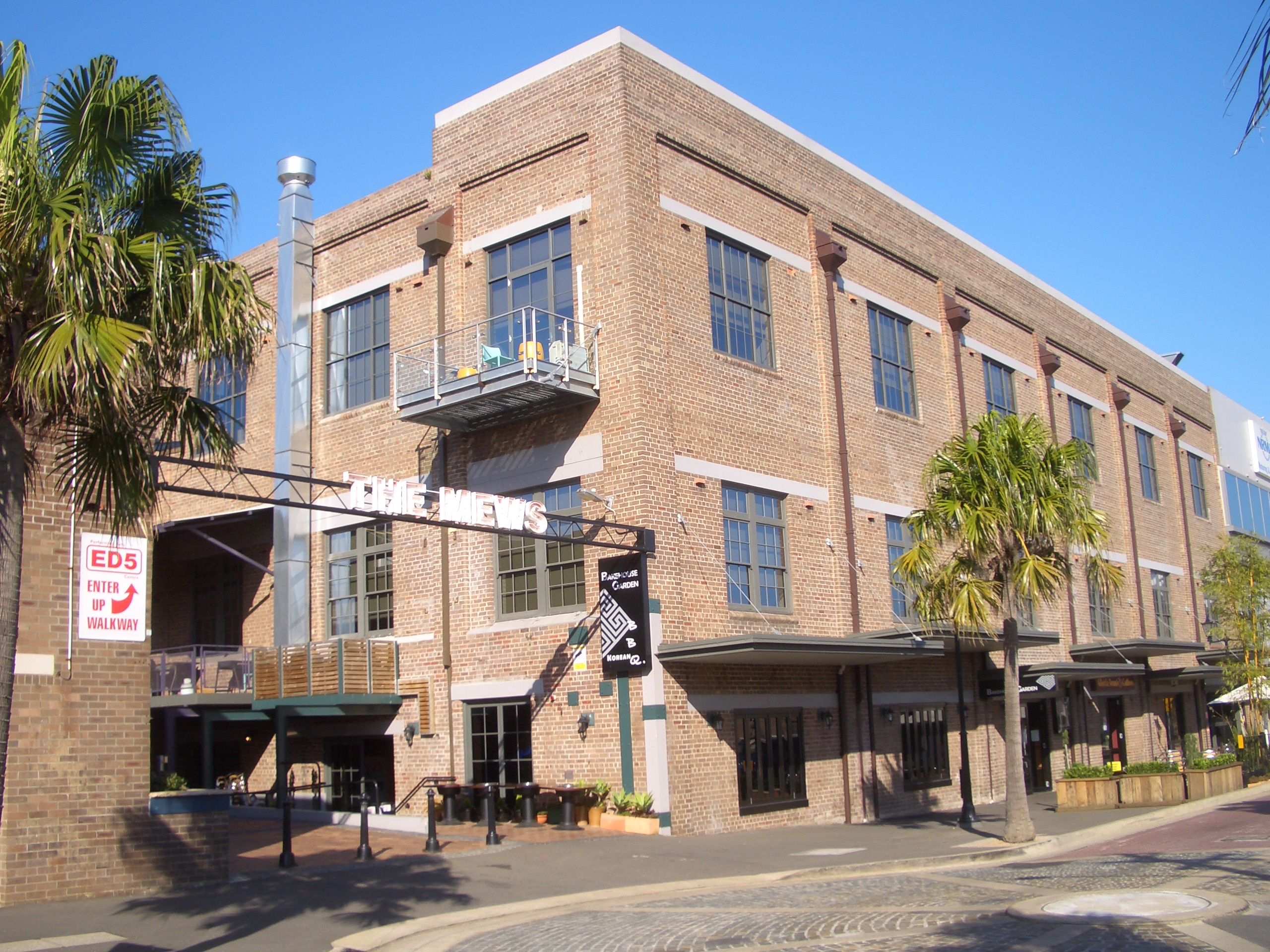
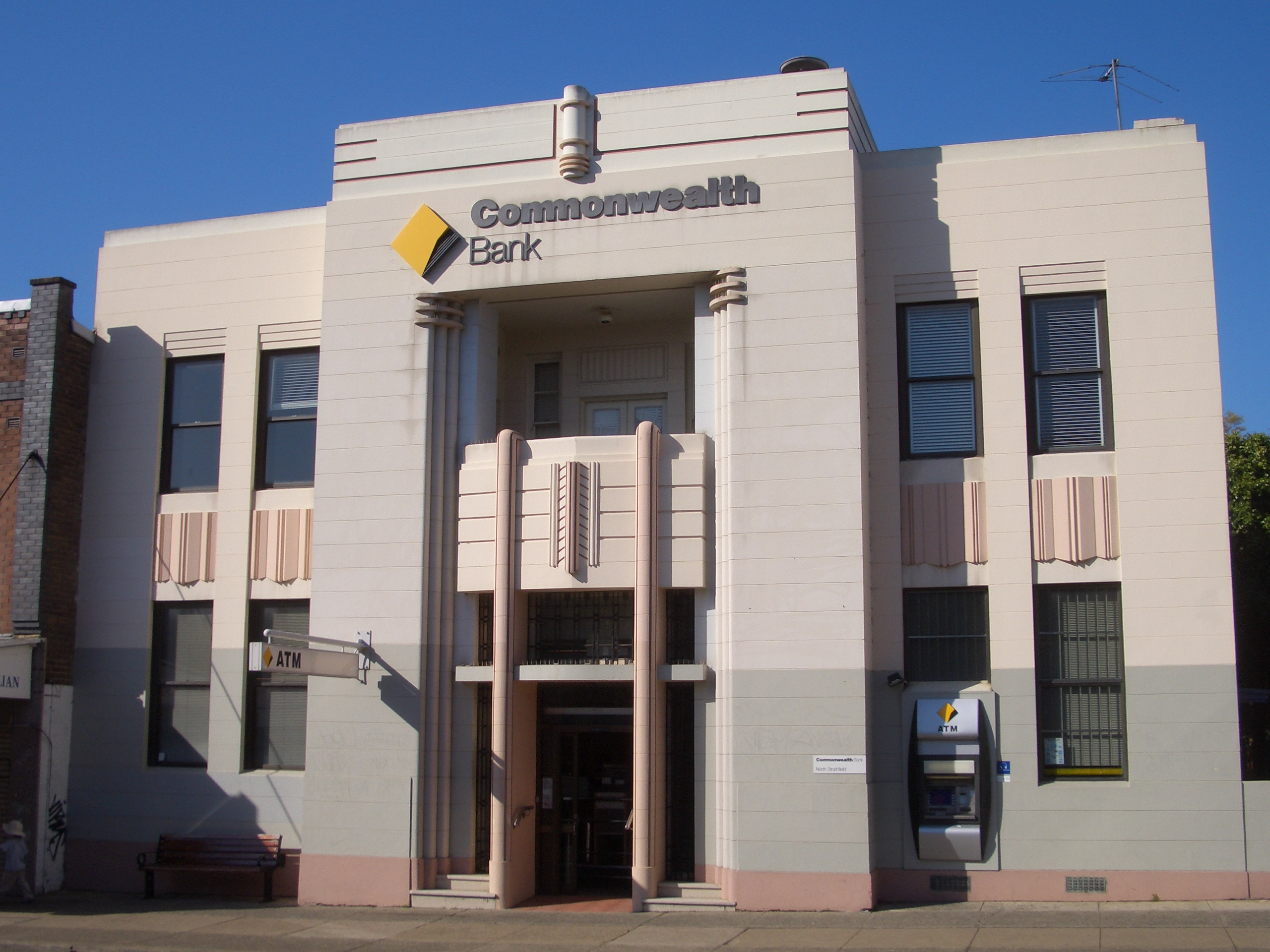
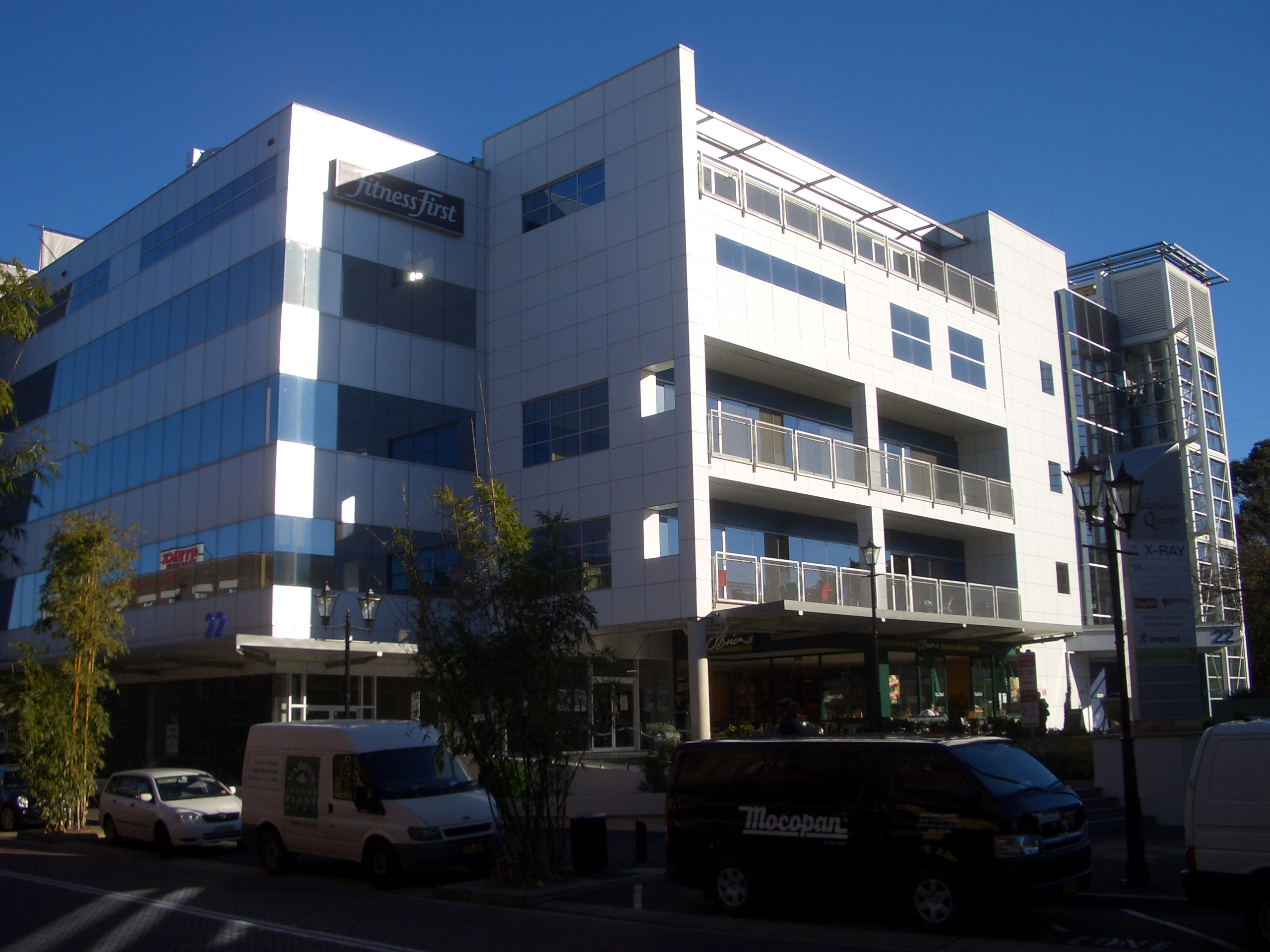